# Jeanne Pallier
Jeanne Pallier née Jeanne Bordet le 19 juillet 1864 à Dijon et morte le 6 mars 1939 à Villeneuve-sur-Yonne, est une aviatrice française avant la Première Guerre mondiale.

## Biographie
Jeanne Pallier obtient son Brevet de pilote d'aéroplane le 6 septembre 1912, le no 1012, à l'âge de quarante-huit ans et devient alors l'aviatrice française la plus âgée. Elle passe son examen le 2 août, notamment en survolant Paris lors d'un vol à 700 m d’altitude, une prouesse saluée à l'époque qui force l'admiration des observateurs par son audace. Elle effectue sa formation sur un biplan Astra CM, un avion trois places de taille et surtout de poids importants même si elle réalise son vol de qualification, puis par la suite ses vols solo, sur des avions plus petits : biplans Astra et Astra-Nieuport puis en 1914 sur un Nieuport monoplan.
Elle devient membre de l'Aéroclub féminin la Stella et effectue plusieurs vols dans la campagne au sud-ouest de Paris : entre Villacoublay et Chartres, au-dessus de la forêt de Rambouillet,. En effectuant des vols avec une passagère, Madame Duchange, elle pense devenir la première pilote (femme) à avoir transporté un passager, omettant le vol de 1910 d'Hélène Dutrieu avec sa mécanicienne en Belgique.
Jeanne Pallier participe au meeting de Vienne en juin 1913 où elle remporte notamment le concours féminin d'altitude.
En 1913, elle participe à la Coupe Femina et réalise un vol de 290 km à Mourmelon à bord d'un biplan Astra-Nieuport .
Elle participe de nouveau au meeting de Vienne en juin 1914 où elle remporte la troisième place du concours d'endurance.
Au début de la Première Guerre mondiale, les femmes ne sont pas acceptées comme combattantes dans l'armée française, et Jeanne Pallier comme d'autres se voit refuser d'y être pilote. Inspirée par ce qui se fait en Grande-Bretagne, elle crée en 1915, avec la collaboration de Marguerite Durand le Club féminin automobile pour fournir des conductrices au service de santé, ce qui lui est de nouveau refusé. Ce n'est qu'en 1917 que le gouvernement français accepte que des femmes s’acquittent bénévolement de cette tâche. Ainsi les cent-vingt ambulancières du club et soixante-dix infirmières transportent les blessés rapatriés du front jusqu'aux hôpitaux,.
Après la guerre, Jeanne Pallier se serait consacrée aux œuvres sociales de l'usine Renault. Elle crée notamment la Coupe Jeanne Pallier destinée à encourage les jeunes femmes à s'engager dans le sport de compétition. Elle finit sa vie au couvent des perpétuels-secours de Villeneuve-sur-Yonne où sa sœur est nonne, et elle y meurt le 6 mars 1939.